# Laurent Meuwly
Laurent Meuwly (* 21. Oktober 1974) ist ein Schweizer Leichtathletiktrainer.
Meuwly ist der Enkel des Westschweizer Malers und Bildhauers Raymond Meuwly. Vor seiner Trainertätigkeit betrieb er in Freiburg i. Üe. eine Sport- und Eventagentur. Als Trainer betreut bzw. betreute Meuwly Athleten wie Pascal Mancini (2009–2012), die Geschwister Ellen und Léa Sprunger sowie Clélia Reuse. Er wurde zum Schweizer Leichtathletiktrainer des Jahres 2009 gewählt. Per 2010 übernahm er das Amt des Swiss Athletics Regional Head Westschweiz und die Verantwortung für das Nationale Leistungszentrum in Lausanne/Aigle.
Am 1. April 2019 wechselte Meuwly als Nationaltrainer zum niederländischen Leichtathletikverband.